# نجوان الزواوي
نجوان الزواوي (مواليد 17 يناير 1976) هي ربّاعة مصرية، مثّلت مصر في أولمبياد سيدني 2000.

## المشاركة الأولمبية

### سيدني 2000
| الرياضيّة      | الحدث    | خطف  | خطف  | خطف  | نتر   | نتر   | نتر   | المجموع | الترتيب  |
| الرياضيّة      | الحدث    | 1    | 2    | 3    | 1     | 2     | 3     | المجموع | الترتيب  |
| ------------- | -------- | ---- | ---- | ---- | ----- | ----- | ----- | ------- | -------- |
| نجوان الزواوي | – 69 كجم | 87.5 | 92.5 | 95.0 | 110.0 | 110.0 | 110.0 | —       | لا ترتيب |

## روابط خارجية
- نجوان الزواوي على موقع الاتحاد الدولي (الإنجليزية)
- نجوان الزواوي على موقع IAT Database Weightlifting (الألمانية)
- نجوان الزواوي على موقع اللجنة الأولمبية الدولية (الإنجليزية)
- نجوان الزواوي على موقع أوليمبيديا (الإنجليزية)